# 東京優駿
東京優駿（とうきょうゆうしゅん、英: Tōkyō Yūshun）は、日本中央競馬会（JRA）が東京競馬場で施行する中央競馬の重賞競走（GI）である。副称の日本ダービー（にっぽんダービー、英: Japanese Derby）の名称でも知られる。競馬の祭典とされている。日本国内では単に「ダービー」と言えばこのレースのことを指す。
正賞は内閣総理大臣賞、日本馬主協会連合会会長賞、東京馬主協会賞、朝日新聞社賞（騎手賞）。

## 概要
1932年（昭和7年）にイギリスの「ダービーステークス」を範として、4歳 (現3歳）馬の競走として「東京優駿大競走」の名称にて目黒競馬場にて創設。後に創設された皐月賞・菊花賞とともに「三冠競走」を構成する。4歳 (現3歳)牝馬による桜花賞・優駿牝馬（オークス）を含めて「クラシック競走」とも総称される。
第3回より施行場を現・東京競馬場（府中）に変更して以降、開催地・距離ともに変更されておらず、三冠競走の一冠目にあたる皐月賞が中山競馬場での開催に定着後も東京競馬場で代替開催された例が数例あるのに対し、二冠目にあたる同競走は2025年現在、代替開催等により開催地が変更された事は一度もない。本競走を優勝することは、日本の競馬に関わるすべての関係者（ホースマン）が憧れる、最高の栄誉の1つである。距離は第1回から2400mである。 
一般的には副称の「日本ダービー」が知られている。この「ダービー （Derby）」は1780年にイギリスでダービーステークスを創設した第12代ダービー卿のエドワード・スミス・スタンレーに由来し、現在は「競馬の祭典」として競馬ファン以外にも広く知れ渡っている。
1973年（昭和48年）までは日本国内の最高賞金競走だった。その後はジャパンカップ・有馬記念に次ぐ賞金額となった。

## 詳細

### 名称
1950年より「日本ダービー」の副称が付けられている。
東京日日新聞（毎日新聞の前身）や読売新聞では1932年（昭和7年）の第1回から日本ダービーの名称が使われている。1932年4月25日の東京日日新聞3面では記事見出しで『日本ダービー 晴れの駿馬十九頭』と書き、読売新聞では1932年以降の記事見出しで日本ダービーの呼称を多く使っている。一方、朝日新聞では1949年までは記事見出しには日本ダービーの呼称は使っていない。
JRAが配布するレーシングプログラムや競馬新聞などでは1950年（昭和25年）以降、重賞回次を示す場合は副称に冠して「東京優駿（第〜回日本ダービー）」の形で、また重賞回次なしの場合は「東京優駿（日本ダービー）」と表記している。

騎手賞として優勝旗を提供している朝日新聞東京本社は、終戦直後には当時全く無かった寄贈賞を出して「朝日杯日本ダービー」とすることも検討していたと言われているが、競馬施行者の農林省（現・農林水産省）畜産局により却下され、朝日盃3歳ステークスと朝日チャレンジカップの2つの新設重賞に朝日の冠を付けること、および菊花賞と本競走の優勝騎手に社賞を授与することで折り合った。農林省は、国営競馬最高のレースに特定企業の冠を付けることを嫌ったためだと言われている。

### 位置付け
本競走は「最も運のある馬が勝つ」と称されるが、この評は日本ダービーのモデルとなったイギリスのダービーステークスに対して言われていたものである。しかし、1992年以降に出走可能頭数が18頭と定められるまでは参加競走馬が20頭を超えることも珍しくなく、枠番によっては走行距離に極端な差が生まれてしまうことから、理屈の通った言葉であるとして当時の東京優駿を語る際に言及されることもある。一方で、現代においては、日本の競馬界における本競争の価値を前提として、競走馬の生涯で一度しか出走できない大舞台であるという理由から使用されるケースもある。
日本の競馬における本競走の位置づけは特別で、創設期には国内に比肩のない大競走であり、その後競走体系の整備が進むにつれて「二大競走」「五大競走」「八大競走」等と称されてきたが、常にその中核をなし国内での最高賞金競走となっていた。後に創設されたジャパンカップに国内最高賞金は譲ったが、2017年 （平成29年）現在は日本ではジャパンカップ、有馬記念に次いで3番目の高額賞金競走である。競走の格付も1984年（昭和59年）のグレード制導入当初から最高の「GI」に格付けされたが、専ら外国の馬に対する出走制限を理由に国際統一規格に基づく格付から外れ、格付表記も国内ローカル扱いの「JpnI」と改められた。その後、2010年（平成22年）から外国調教馬も出走可能な国際競走となったことで正式に国際格付が認められ、格付表記も「GI」に戻された。
そのため「ダービーに始まりダービーで終わる」とも言われており、当競走が終了した6月第1週からはさっそく2歳馬による新馬戦（メイクデビュー）が開催される。
有馬記念と共に、当日はすべてのエクセルフロアにおいて通常時より利用料金が高い特別料金を設定している。

### 国際的評価
世界の競馬開催国は、平地競走については国際セリ名簿基準書においてパートIからパートIIIまでランク分けされており、2016年時点で日本は平地競走が最上位のパートIにランク付けされている。
また、各国の主要な競走は国際的な統一判断基準で評価されており、競馬の競走における距離別の区分法として定着しているSMILE区分によると、東京優駿は「Long (2101m - 2700m)」に分類される。国際競馬統括機関連盟 (IFHA)が毎年公表している年間レースレーティングに基づく「世界のトップ100GIレース」によると、東京優駿 は2016年に皐月賞と並んで3歳限定競走カテゴリーにおける世界1位（全体24位）に、2019年にはコモンウェルスカップと並んで同カテゴリーにおける世界1位（全体32位）に位置付けられている。

### 開催時期
戦前の第1-6回は4月下旬に開催されていたが、第7回以後は概ね、当レースのモデルとなったイギリスのダービーに倣い5月下旬か6月初めに行われており、1957年から1995年までは原則として5月の最終日曜日、1996年から1999年は6月の第1日曜日に行われており、2000年以後は5月最終土曜日の翌日（＝5月26日から6月1日までのうち日曜日に当たる日）に施行日が設定されている。
但し、第34回（1967年）と第35回（1968年）は東京競馬場の改修工事の実施に伴い、1967年は5月14日に繰り上げ、1968年は7月7日に繰り下げ、また第38回（1971年）は4月に起きた厩務員ストライキによる休催があった関係で6月13日に、第39回（1972年）は馬インフルエンザによる東日本地区の長期休催の関係もあり7月9日にそれぞれ繰り下げて開催されており、これらの場合でも東京競馬場で一貫して行われている。

## 競走条件
以下の内容は、2025年現在のもの。
出走資格:サラ系3歳牡馬・牝馬（出走可能頭数：最大18頭）
- JRA所属馬
- 地方競馬所属馬（後述）
- 外国調教馬（優先出走）

負担重量:馬齢（牡馬57kg、牝馬55kg）
- 第1回は別定重量。第2 - 8回は牡55kg、牝53kg。第9 - 13回は牡57kg、牝55.5kg[2]。

未出走馬および未勝利馬（「競馬番組一般事項 I 定義 4.出走条件（5）未勝利競走」に該当する収得賞金が算出できない馬）は出走できない。
出馬投票を行った馬のうち優先出走権のある馬から優先して割り当て、その他の馬は通算収得賞金が多い順に出走できる。なお、出馬投票の結果同順位の馬が多数おり出走可能頭数を超過した場合は、抽選で出走馬を決める。

### 優先出走権
出馬投票を行った外国馬は、優先出走できる。
JRA所属馬は同年に行われる下表の競走で所定の成績を収めた馬に、優先出走権が与えられる。
| 競走名                                        | 格  | 競馬場     | 距離    | 必要な着順 |
| --------------------------------------------- | --- | ---------- | ------- | ---------- |
| 皐月賞                                        | GI  | 中山競馬場 | 芝2000m | 5着以内    |
| 青葉賞 （ダービートライアル）                 | GII | 東京競馬場 | 芝2400m | 2着以内    |
| プリンシパルステークス （ダービートライアル） | L   | 東京競馬場 | 芝2000m | 1着馬      |

前述の未出走馬および未勝利馬の場合、上記の表中の青葉賞で2着以内となった場合と、プリンシパルステークスで1着となった場合は、出走が認められる。地方競馬所属馬は上記のトライアル競走で所定の成績を収めた馬、および京都新聞杯の2着以内馬に優先出走権が与えられ、NHKマイルカップの2着以内馬、またはJRAで行われる芝の3歳重賞競走優勝馬も出走申し込みが可能となっている。
その他の前哨戦
優先出走権の付与はされないが、以下のレースも本競走に繋がるレースとなっている。
| 競走名     | 格  | 競馬場     | 距離    |
| ---------- | --- | ---------- | ------- |
| 京都新聞杯 | GII | 京都競馬場 | 芝2200m |

## 賞金
2025年の1着賞金は3億円で、以下2着1億2000万円、3着7500万円、4着4500万円、5着3000万円。
1着賞金の3億円は、ジャパンカップ、有馬記念の5億円に次いで、日本の競馬では大阪杯、天皇賞（春・秋）、宝塚記念と並んで3番目の高額賞金競走である。優勝騎手 （JRA所属騎手に限る）には2015年に新設されたワールドオールスタージョッキーズへの優先出場権が与えられる。

## 歴史

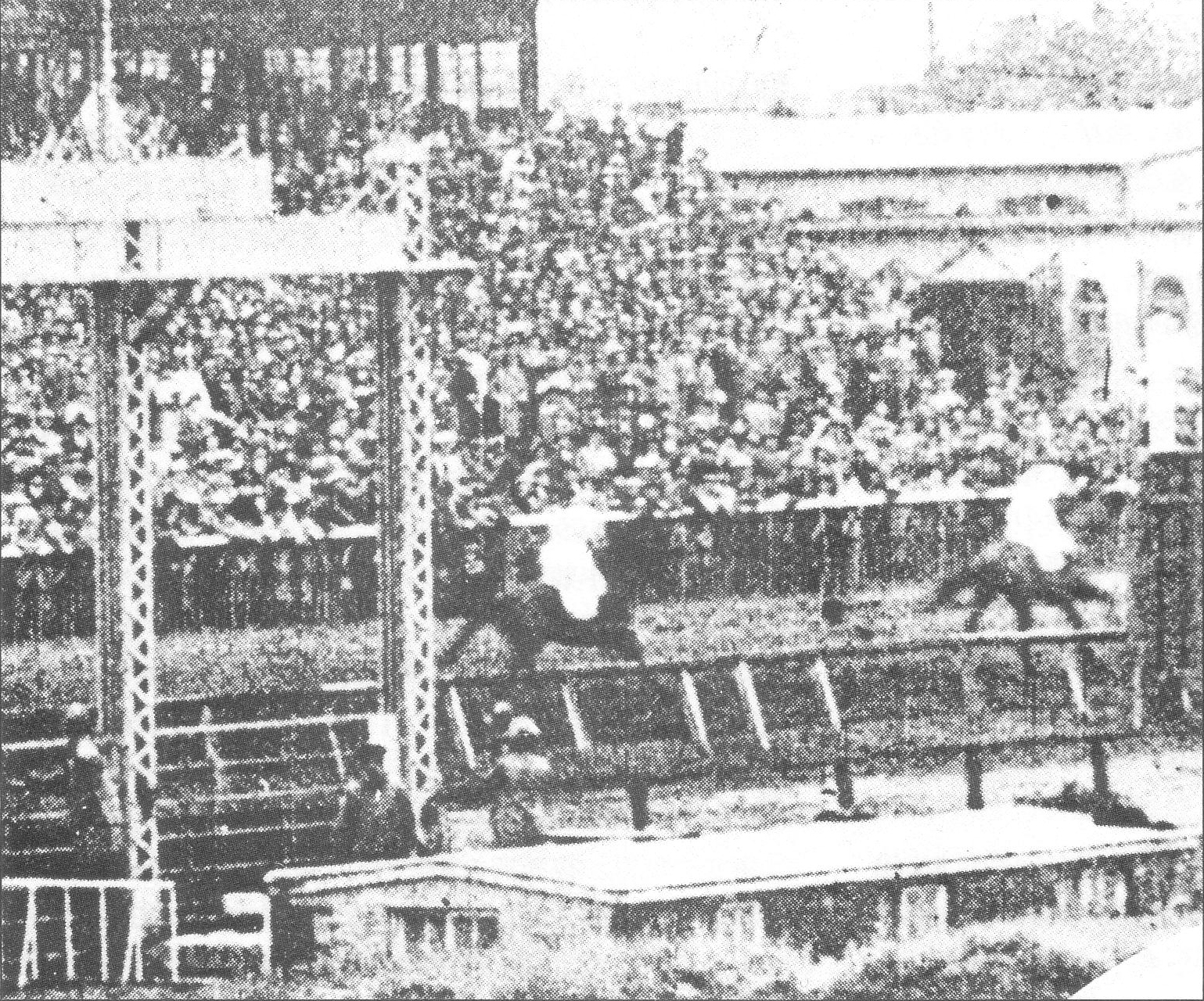
1932年の第1回東京優駿大競走 (右・ワカタカ 左・オオツカヤマ)

大正時代中期より産馬業者から東京競馬倶楽部会長の安田伊左衛門に対し「イギリスのクラシック競走であるダービーステークスのような高額賞金の大競走を設けて馬産の奨励をしてほしい」という意見があり、予てからの自身の構想と合致すると考えた安田は馬産の衰退を食い止める手段としてイギリスのエプソム競馬場のダービーステークスを範し、
1. 4歳（現3歳）牡馬・牝馬の最高の能力試験であること。
2. 競走距離が2400m、又は2400mに限り無く近いこと。
3. （開催国で催される競馬の）最高の賞金額を設定すること。
4. 2歳（現1歳）秋から4回の出走登録を出走資格の条件とすること。
5. 負担重量は馬齢重量とすること。
6. 施行時期は原則的に春季とすること。
7. 以上1から6を満たす競走は国内において本競走のみとすること。

という7つの原則のもと、4歳（現3歳）牡馬・牝馬限定の「東京優駿大競走」を創設することを1930年（昭和5年）4月24日に発表、初回登録は同年10月に行われ、牡92頭・牝76頭の計168頭が登録。第1回は1932年（昭和7年）4月24日に目黒競馬場 （東京競馬場の前身）の芝2400mで施行された。第1回の競走の模様は発走前の下見所の様子から本馬場入場、表彰式に至るまで全国へラジオ中継された。
優勝馬の賞金は1万円、副賞として1500円相当の金杯のほか付加賞13530円が与えられ合計で2万5000円ほどとなった。従来の国内最高の賞金が連合二哩の6000円であったから賞金の額も飛び抜けて破格であり、折からの好景気も相まって幼駒の取引価格が跳ね上がった。
また、それまで日本国内では競走馬の年齢を出走資格に定めた競走の開催は限定的であり2歳 (現1歳)からの定期的な登録を要件とする本競走の創設によって国内における競走馬の生産、育成、競走と種馬 (牡牝とも)選抜のサイクルに初めて明確な指針が与えられた。

### 年表
- 1932年 - 4歳 (現3歳）牡馬・牝馬による「東京優駿大競走」を創設、目黒競馬場の芝2400mで施行[38][6]。
- 1933年 - 負担重量を定量 (牡馬55kg・牝馬53kg）に変更。
- 1934年 - 施行場を東京競馬場の芝2400mに変更[6]。
- 1938年 - 名称を「東京優駿競走」に変更[6]。
- 1940年 - 負担重量を牡馬57kg・牝馬55.5kgに変更[39]。
- 1944年 - 能力検定競走として施行 (馬券発売なし)[40]。
- 1945年 - 太平洋戦争の影響により中止。
- 1947年 - 戦後初の東京優駿競走を再開。牝馬の負担重量を55kgに変更[41]。
- 1948年 - 名称を「優駿競走」に変更[42]。
- 1950年 - 名称を「東京優駿競走」に変更、以降は競走名の後に (日本ダービー)がつく[6][12]。
- 1964年 - 名称を「東京優駿 (日本ダービー)」に変更[6]。
- 1984年 - グレード制導入、GI[注 19]に格付け。
- 1993年 - 「皇太子殿下御成婚奉祝」の副称をつけて施行[2]。
- 1995年 - 指定交流競走となり、地方競馬所属馬も出走が可能になる[2]。
- 2001年 - 外国産馬が最大2頭まで出走可能となる[43]。
- 2007年 - 格付表記をJpnIに変更[44]。皇太子徳仁親王が東京競馬場に来場し、本競走を台覧[45]。
- 2010年
  - 国際競走に指定され、外国調教馬・外国産馬を合わせて最大9頭まで出走可能となる[46]。
  - 格付表記をGI (国際格付)に変更[46]。
- 2014年 - 皇太子徳仁親王が東京競馬場に来場し、本競走を台覧[47]。
- 2020年 - 新型コロナウイルス感染症 (COVID-19) の感染拡大防止のため「無観客競馬」として実施[48]。
- 2024年 - 負担重量を馬齢表記に変更。

## 歴代優勝馬
優勝馬の馬齢は、2000年以前も現行表記で揃えている。
コース種別の記載がない距離は、芝コースを表す。
競走名は第6回まで「東京優駿大競走」、第7回 - 第14回は「東京優駿 (第13回のみ能力検定競走として施行)」、第15回・第16回は「優駿競走」、第17回 - 第30回は「東京優駿競走」 (「日本ダービー」の副称を付ける)、第31回より「東京優駿 (日本ダービー)」。
| 回次   | 開催日        | 競馬場 | 距離  | 優勝馬             | 性齢 | タイム    | 優勝騎手   | 管理調教師 | 馬主                           | 単勝オッズ | 単勝人気  | 1着本賞金   |
| ------ | ------------- | ------ | ----- | ------------------ | ---- | --------- | ---------- | ---------- | ------------------------------ | ---------- | --------- | ----------- |
| 第1回  | 1932年4月24日 | 目黒   | 2400m | ワカタカ           | 牡3  | 2:45.+2⁄5 | 函館孫作   | 東原玉造   | 乾鼎一                         | 1.95       | 1         | 1万円       |
| 第2回  | 1933年4月23日 | 目黒   | 2400m | カブトヤマ         | 牡3  | 2:41.+0⁄5 | 大久保房松 | 大久保房松 | 前川道平                       |            | 3         | 1万円       |
| 第3回  | 1934年4月22日 | 東京   | 2400m | フレーモア         | 牡3  | 2:45.+0⁄5 | 大久保亀治 | 尾形景造   | 土田荘助                       | 1          |           | 1万円       |
| 第4回  | 1935年4月29日 | 東京   | 2400m | ガヴアナー         | 牡3  | 2:42.+1⁄5 | 井川為男   | 布施季三   | 高橋錬逸                       | 2          |           | 1万円       |
| 第5回  | 1936年4月29日 | 東京   | 2400m | トクマサ           | 牡3  | 2:42.+1⁄5 | 伊藤正四郎 | 尾形景造   | 山中清兵衛                     | 5          |           | 1万円       |
| 第6回  | 1937年4月29日 | 東京   | 2400m | ヒサトモ           | 牝3  | 2:33.+3⁄5 | 中島時一   | 中島時一   | 宮崎信太郎                     | 4          |           | 1万円       |
| 第7回  | 1938年5月29日 | 東京   | 2400m | スゲヌマ           | 牡3  | 2:33.+2⁄5 | 中村広     | 中村広     | 千明賢治                       | 2          |           | 1万円       |
| 第8回  | 1939年5月28日 | 東京   | 2400m | クモハタ           | 牡3  | 2:36.+1⁄5 | 阿部正太郎 | 田中和一郎 | 加藤雄策                       | 8          |           | 1万円       |
| 第9回  | 1940年6月2日  | 東京   | 2400m | イエリユウ         | 牡3  | 2:34.+2⁄5 | 末吉清     | 石門虎吉   | 石田一                         | 4          |           | 1万円       |
| 第10回 | 1941年5月18日 | 東京   | 2400m | セントライト       | 牡3  | 2:40.+1⁄5 | 小西喜蔵   | 田中和一郎 | 加藤雄策                       | 2          |           | 1万円       |
| 第11回 | 1942年5月24日 | 東京   | 2400m | ミナミホマレ       | 牡3  | 2:33.+0⁄5 | 佐藤邦雄   | 東原玉造   | 池得次                         | 2          |           | 1万円       |
| 第12回 | 1943年6月6日  | 東京   | 2400m | クリフジ           | 牝3  | 2:31.+4⁄5 | 前田長吉   | 尾形景造   | 栗林友二                       | 1          |           | 1万円       |
| 第13回 | 1944年6月18日 | 東京   | 2400m | カイソウ           | 牡3  | 2:39.+1⁄5 | 橋本輝雄   | 久保田金造 | 有松鉄三                       |            | 1万5000円 |             |
| 第14回 | 1947年6月8日  | 東京   | 2400m | マツミドリ         | 牡3  | 2:35.+0⁄5 | 田中康三   | 茂木為二郎 | 松末博光                       | 3          | 10万円    |             |
| 第15回 | 1948年6月6日  | 東京   | 2400m | ミハルオー         | 牡3  | 2:33.+2⁄5 | 新屋幸吉   | 上村大治郎 | 石川了吉                       | 1          | 30万円    |             |
| 第16回 | 1949年6月5日  | 東京   | 2400m | タチカゼ           | 牡3  | 2:33.+4⁄5 | 近藤武夫   | 伊藤勝吉   | 熊谷八郎                       | [ 51 ]     | 19        | 60万円      |
| 第17回 | 1950年6月11日 | 東京   | 2400m | クモノハナ         | 牡3  | 2:44.+2⁄5 | 橋本輝雄   | 鈴木勝太郎 | 北竹清剛                       | 4.8        | 1         | 60万円      |
| 第18回 | 1951年6月3日  | 東京   | 2400m | トキノミノル       | 牡3  | 2:31.+1⁄5 | 岩下密政   | 田中和一郎 | 永田雅一                       |            | 1         | 100万円     |
| 第19回 | 1952年5月25日 | 東京   | 2400m | クリノハナ         | 牡3  | 2:31.+4⁄5 | 八木沢勝美 | 尾形藤吉   | 栗林友二                       | 3          |           | 100万円     |
| 第20回 | 1953年5月24日 | 東京   | 2400m | ボストニアン       | 牡3  | 2:34.+3⁄5 | 蛯名武五郎 | 増本勇     | 岡本治一                       | 1          |           | 100万円     |
| 第21回 | 1954年5月23日 | 東京   | 2400m | ゴールデンウエーブ | 牡3  | 2:34.+4⁄5 | 岩下密政   | 藤本冨良   | 川俣欣也                       | 12         | 200万円   |             |
| 第22回 | 1955年5月29日 | 東京   | 2400m | オートキツ         | 牡3  | 2:36.+3⁄5 | 二本柳俊夫 | 大久保房松 | 川口鷲太郎                     | 10         | 200万円   |             |
| 第23回 | 1956年6月3日  | 東京   | 2400m | ハクチカラ         | 牡3  | 2:36.+1⁄5 | 保田隆芳   | 尾形藤吉   | 西博                           | 10.1       | 200万円   | 3           |
| 第24回 | 1957年5月26日 | 東京   | 2400m | ヒカルメイジ       | 牡3  | 2:31.+0⁄5 | 蛯名武五郎 | 藤本冨良   | 新田松江                       | 2.1        | 200万円   | 1           |
| 第25回 | 1958年5月25日 | 東京   | 2400m | ダイゴホマレ       | 牡3  | 2:31.+1⁄5 | 伊藤竹男   | 久保田金造 | 醍醐幸右衛門                   | 4.9        | 200万円   | 2           |
| 第26回 | 1959年5月24日 | 東京   | 2400m | コマツヒカリ       | 牡3  | 2:38.+1⁄5 | 古山良司   | 大久保房松 | 小松重雄                       | 13.4       | 3         | 300万円     |
| 第27回 | 1960年5月29日 | 東京   | 2400m | コダマ             | 牡3  | 2:30.7    | 栗田勝     | 武田文吾   | 伊藤由五郎                     | 2.5        | 1         | 500万円     |
| 第28回 | 1961年5月28日 | 東京   | 2400m | ハクシヨウ         | 牡3  | 2:30.2    | 保田隆芳   | 尾形藤吉   | 西博                           | 4.7        | 1         | 700万円     |
| 第29回 | 1962年5月27日 | 東京   | 2400m | フエアーウイン     | 牡3  | 2:31.2    | 高橋英夫   | 松山吉三郎 | 溝本儀三男                     | 20.6       | 6         | 700万円     |
| 第30回 | 1963年5月26日 | 東京   | 2400m | メイズイ           | 牡3  | 2:28.7    | 森安重勝   | 尾形藤吉   | 千明康                         | 2.4        | 1         | 800万円     |
| 第31回 | 1964年5月31日 | 東京   | 2400m | シンザン           | 牡3  | 2:28.8    | 栗田勝     | 武田文吾   | 橋元幸吉                       | 2.7        | 1         | 900万円     |
| 第32回 | 1965年5月30日 | 東京   | 2400m | キーストン         | 牡3  | 2:37.5    | 山本正司   | 松田由太郎 | 伊藤由五郎                     | 10.2       | 2         | 1000万円    |
| 第33回 | 1966年5月29日 | 東京   | 2400m | テイトオー         | 牡3  | 2:31.1    | 清水久雄   | 増本勇     | 北村平三郎                     | 40.3       | 12        | 1000万円    |
| 第34回 | 1967年5月14日 | 東京   | 2400m | アサデンコウ       | 牡3  | 2:30.9    | 増沢末夫   | 藤本冨良   | 手塚栄一                       | 13.5       | 5         | 1300万円    |
| 第35回 | 1968年7月7日  | 東京   | 2400m | タニノハローモア   | 牡3  | 2:31.1    | 宮本悳     | 戸山為夫   | 谷水信夫                       | 53.6       | 9         | 1800万円    |
| 第36回 | 1969年5月25日 | 東京   | 2400m | ダイシンボルガード | 牡3  | 2:35.1    | 大崎昭一   | 柴田寛     | 高橋金次                       | 18.8       | 6         | 2000万円    |
| 第37回 | 1970年5月24日 | 東京   | 2400m | タニノムーティエ   | 牡3  | 2:30.0    | 安田伊佐夫 | 島崎宏     | 谷水信夫                       | 4.0        | 2         | 2300万円    |
| 第38回 | 1971年6月13日 | 東京   | 2400m | ヒカルイマイ       | 牡3  | 2:31.6    | 田島良保   | 谷八郎     | 鞆岡達雄                       | 7.9        | 2         | 2800万円    |
| 第39回 | 1972年7月9日  | 東京   | 2400m | ロングエース       | 牡3  | 2:28.6    | 武邦彦     | 松田由太郎 | 中井長一                       | 6.3        | 1         | 3300万円    |
| 第40回 | 1973年5月27日 | 東京   | 2400m | タケホープ         | 牡3  | 2:27.8    | 嶋田功     | 稲葉幸夫   | 近藤たけ                       | 69.2       | 9         | 3600万円    |
| 第41回 | 1974年5月26日 | 東京   | 2400m | コーネルランサー   | 牡3  | 2:27.4    | 中島啓之   | 勝又忠     | 久保谷唯三                     | 9.3        | 2         | 4000万円    |
| 第42回 | 1975年5月25日 | 東京   | 2400m | カブラヤオー       | 牡3  | 2:28.0    | 菅原泰夫   | 茂木為二郎 | 加藤よし子                     | 3.2        | 1         | 4600万円    |
| 第43回 | 1976年5月30日 | 東京   | 2400m | クライムカイザー   | 牡3  | 2:27.6    | 加賀武見   | 佐藤嘉秋   | （有）三登                     | 20.5       | 4         | 5000万円    |
| 第44回 | 1977年5月29日 | 東京   | 2400m | ラッキールーラ     | 牡3  | 2:28.7    | 伊藤正徳   | 尾形藤吉   | 吉原貞敏                       |            | 9         | 5200万円    |
| 第45回 | 1978年5月28日 | 東京   | 2400m | サクラショウリ     | 牡3  | 2:27.8    | 小島太     | 久保田彦之 | （株）さくらコマース           | 6.0        | 2         | 5500万円    |
| 第46回 | 1979年5月27日 | 東京   | 2400m | カツラノハイセイコ | 牡3  | 2:27.3    | 松本善登   | 庄野穂積   | （株）桂土地                   | 5.7        | 1         | 5500万円    |
| 第47回 | 1980年5月25日 | 東京   | 2400m | オペックホース     | 牡3  | 2:27.8    | 郷原洋行   | 佐藤勇     | （株）ホース産業               | 9.1        | 2         | 6000万円    |
| 第48回 | 1981年5月31日 | 東京   | 2400m | カツトップエース   | 牡3  | 2:28.5    | 大崎昭一   | 菊池一雄   | 勝本正男                       | 9.0        | 3         | 6500万円    |
| 第49回 | 1982年5月30日 | 東京   | 2400m | バンブーアトラス   | 牡3  | 2:26.5    | 岩元市三   | 布施正     | 竹田辰一                       | 24.9       | 7         | 7000万円    |
| 第50回 | 1983年5月29日 | 東京   | 2400m | ミスターシービー   | 牡3  | 2:29.5    | 吉永正人   | 松山康久   | 千明牧場                       | 2.5        | 1         | 7200万円    |
| 第51回 | 1984年5月27日 | 東京   | 2400m | シンボリルドルフ   | 牡3  | 2:29.3    | 岡部幸雄   | 野平祐二   | シンボリ牧場                   | 1.7        | 1         | 7500万円    |
| 第52回 | 1985年5月26日 | 東京   | 2400m | シリウスシンボリ   | 牡3  | 2:31.0    | 加藤和宏   | 二本柳俊夫 | 和田共弘                       | 5.5        | 1         | 7800万円    |
| 第53回 | 1986年5月25日 | 東京   | 2400m | ダイナガリバー     | 牡3  | 2:28.9    | 増沢末夫   | 松山吉三郎 | （有）社台レースホース         | 6.6        | 3         | 8000万円    |
| 第54回 | 1987年5月31日 | 東京   | 2400m | メリーナイス       | 牡3  | 2:27.8    | 根本康広   | 橋本輝雄   | 浦房子                         | 12.6       | 4         | 8500万円    |
| 第55回 | 1988年5月29日 | 東京   | 2400m | サクラチヨノオー   | 牡3  | 2:26.3    | 小島太     | 境勝太郎   | （株）さくらコマース           | 9.4        | 3         | 9500万円    |
| 第56回 | 1989年5月28日 | 東京   | 2400m | ウィナーズサークル | 牡3  | 2:28.8    | 郷原洋行   | 松山康久   | 栗山博                         | 7.3        | 3         | 1億300万円  |
| 第57回 | 1990年5月27日 | 東京   | 2400m | アイネスフウジン   | 牡3  | 2:25.3    | 中野栄治   | 加藤修甫   | 小林正明                       | 5.3        | 3         | 1億1000万円 |
| 第58回 | 1991年5月26日 | 東京   | 2400m | トウカイテイオー   | 牡3  | 2:25.9    | 安田隆行   | 松元省一   | 内村正則                       | 1.6        | 1         | 1億2000万円 |
| 第59回 | 1992年5月31日 | 東京   | 2400m | ミホノブルボン     | 牡3  | 2:27.8    | 小島貞博   | 戸山為夫   | （有）ミホノインターナショナル | 2.3        | 1         | 1億3000万円 |
| 第60回 | 1993年5月30日 | 東京   | 2400m | ウイニングチケット | 牡3  | 2:25.5    | 柴田政人   | 伊藤雄二   | 太田美實                       | 3.6        | 1         | 1億3000万円 |
| 第61回 | 1994年5月29日 | 東京   | 2400m | ナリタブライアン   | 牡3  | 2:25.7    | 南井克巳   | 大久保正陽 | 山路秀則                       | 1.2        | 1         | 1億3000万円 |
| 第62回 | 1995年5月28日 | 東京   | 2400m | タヤスツヨシ       | 牡3  | 2:27.3    | 小島貞博   | 鶴留明雄   | 横瀬寛一                       | 3.1        | 1         | 1億3200万円 |
| 第63回 | 1996年6月2日  | 東京   | 2400m | フサイチコンコルド | 牡3  | 2:26.1    | 藤田伸二   | 小林稔     | 関口房朗                       | 27.6       | 7         | 1億3200万円 |
| 第64回 | 1997年6月1日  | 東京   | 2400m | サニーブライアン   | 牡3  | 2:25.9    | 大西直宏   | 中尾銑治   | 宮崎守保                       | 13.6       | 6         | 1億3200万円 |
| 第65回 | 1998年6月7日  | 東京   | 2400m | スペシャルウィーク | 牡3  | 2:25.8    | 武豊       | 白井寿昭   | 臼田浩義                       | 2.0        | 1         | 1億3200万円 |
| 第66回 | 1999年6月6日  | 東京   | 2400m | アドマイヤベガ     | 牡3  | 2:25.3    | 武豊       | 橋田満     | 近藤利一                       | 3.9        | 2         | 1億3200万円 |
| 第67回 | 2000年5月28日 | 東京   | 2400m | アグネスフライト   | 牡3  | 2:26.2    | 河内洋     | 長浜博之   | 渡辺孝男                       | 5.1        | 3         | 1億3200万円 |
| 第68回 | 2001年5月27日 | 東京   | 2400m | ジャングルポケット | 牡3  | 2:27.0    | 角田晃一   | 渡辺栄     | 齊藤四方司                     | 2.3        | 1         | 1億5000万円 |
| 第69回 | 2002年5月26日 | 東京   | 2400m | タニノギムレット   | 牡3  | 2:26.2    | 武豊       | 松田国英   | 谷水雄三                       | 2.6        | 1         | 1億5000万円 |
| 第70回 | 2003年6月1日  | 東京   | 2400m | ネオユニヴァース   | 牡3  | 2:28.5    | M.デムーロ | 瀬戸口勉   | （有）社台レースホース         | 2.6        | 1         | 1億5000万円 |
| 第71回 | 2004年5月30日 | 東京   | 2400m | キングカメハメハ   | 牡3  | 2:23.3    | 安藤勝己   | 松田国英   | 金子真人                       | 2.6        | 1         | 1億5000万円 |
| 第72回 | 2005年5月29日 | 東京   | 2400m | ディープインパクト | 牡3  | 2:23.3    | 武豊       | 池江泰郎   | 金子真人                       | 1.1        | 1         | 1億5000万円 |
| 第73回 | 2006年5月28日 | 東京   | 2400m | メイショウサムソン | 牡3  | 2:27.9    | 石橋守     | 瀬戸口勉   | 松本好雄                       | 3.8        | 1         | 1億5000万円 |
| 第74回 | 2007年5月27日 | 東京   | 2400m | ウオッカ           | 牝3  | 2:24.5    | 四位洋文   | 角居勝彦   | 谷水雄三                       | 10.5       | 3         | 1億5000万円 |
| 第75回 | 2008年6月1日  | 東京   | 2400m | ディープスカイ     | 牡3  | 2:26.7    | 四位洋文   | 昆貢       | 深見敏男                       | 3.6        | 1         | 1億5000万円 |
| 第76回 | 2009年5月31日 | 東京   | 2400m | ロジユニヴァース   | 牡3  | 2:33.7    | 横山典弘   | 萩原清     | 久米田正明                     | 7.7        | 2         | 1億5000万円 |
| 第77回 | 2010年5月30日 | 東京   | 2400m | エイシンフラッシュ | 牡3  | 2:26.9    | 内田博幸   | 藤原英昭   | 平井豊光                       | 31.9       | 7         | 1億5000万円 |
| 第78回 | 2011年5月29日 | 東京   | 2400m | オルフェーヴル     | 牡3  | 2:30.5    | 池添謙一   | 池江泰寿   | （有）サンデーレーシング       | 3.0        | 1         | 1億5000万円 |
| 第79回 | 2012年5月27日 | 東京   | 2400m | ディープブリランテ | 牡3  | 2:23.8    | 岩田康誠   | 矢作芳人   | （有）サンデーレーシング       | 8.5        | 3         | 1億5000万円 |
| 第80回 | 2013年5月26日 | 東京   | 2400m | キズナ             | 牡3  | 2:24.3    | 武豊       | 佐々木晶三 | 前田晋二                       | 2.9        | 1         | 2億円       |
| 第81回 | 2014年6月1日  | 東京   | 2400m | ワンアンドオンリー | 牡3  | 2:24.6    | 横山典弘   | 橋口弘次郎 | 前田幸治                       | 5.6        | 3         | 2億円       |
| 第82回 | 2015年5月31日 | 東京   | 2400m | ドゥラメンテ       | 牡3  | 2:23.2    | M.デムーロ | 堀宣行     | （有）サンデーレーシング       | 1.9        | 1         | 2億円       |
| 第83回 | 2016年5月29日 | 東京   | 2400m | マカヒキ           | 牡3  | 2:24.0    | 川田将雅   | 友道康夫   | （株）金子真人ホールディングス | 4.0        | 3         | 2億円       |
| 第84回 | 2017年5月28日 | 東京   | 2400m | レイデオロ         | 牡3  | 2:26.9    | C.ルメール | 藤沢和雄   | （有）キャロットファーム       | 5.3        | 2         | 2億円       |
| 第85回 | 2018年5月27日 | 東京   | 2400m | ワグネリアン       | 牡3  | 2:23.6    | 福永祐一   | 友道康夫   | （株）金子真人ホールディングス | 12.5       | 5         | 2億円       |
| 第86回 | 2019年5月26日 | 東京   | 2400m | ロジャーバローズ   | 牡3  | 2:22.6    | 浜中俊     | 角居勝彦   | 猪熊広次                       | 93.1       | 12        | 2億円       |
| 第87回 | 2020年5月31日 | 東京   | 2400m | コントレイル       | 牡3  | 2:24.1    | 福永祐一   | 矢作芳人   | 前田晋二                       | 1.4        | 1         | 2億円       |
| 第88回 | 2021年5月30日 | 東京   | 2400m | シャフリヤール     | 牡3  | 2:22.5    | 福永祐一   | 藤原英昭   | （有）サンデーレーシング       | 11.7       | 4         | 2億円       |
| 第89回 | 2022年5月29日 | 東京   | 2400m | ドウデュース       | 牡3  | 2:21.9    | 武豊       | 友道康夫   | （株）キーファーズ             | 4.2        | 3         | 2億円       |
| 第90回 | 2023年5月28日 | 東京   | 2400m | タスティエーラ     | 牡3  | 2:25.2    | D.レーン   | 堀宣行     | （有）キャロットファーム       | 8.3        | 4         | 3億円       |
| 第91回 | 2024年5月26日 | 東京   | 2400m | ダノンデサイル     | 牡3  | 2:24.3    | 横山典弘   | 安田翔伍   | （株）ダノックス               | 46.6       | 9         | 3億円       |
| 第92回 | 2025年6月1日  | 東京   | 2400m | クロワデュノール   | 牡3  | 2:23.7    | 北村友一   | 斉藤崇史   | （有）サンデーレーシング       | 2.1        | 1         | 3億円       |

## 東京優駿の記録
- レースレコードタイム - ドウデュース（第89回、2分21秒9）[53][54]
  - 優勝タイム最遅記録 - ワカタカ（第1回、2分45秒 2/5）[55]
- 最多勝利調教師 - 8勝
  - 尾形藤吉（第3回・第5回・第12回・第19回・第23回・第28回・第30回・第44回）[56][注 21]

※同一調教師の連覇は2024年現在未達成である。
- 最多勝利騎手 - 6勝
  - 武豊（第65回・第66回・第69回・第72回・第80回・第89回）
- 同一騎手の最多連覇記録 - 2連覇（過去3名）
  - 武豊（第65・66回）
  - 四位洋文（第74・75回）
  - 福永祐一（第87・88回）
- 最多優勝馬主 - 5勝
  - （有）サンデーレーシング（第78回・第79回・第82回・第88回・第92回）
- 最多勝利種牡馬 - 7勝
  - ディープインパクト（第79回・第80回・第83回・第85回・第86回・第87回・第88回）
- 最年少勝利騎手 - 前田長吉（第12回・20歳3カ月17日）
- 最年長勝利騎手 - 横山典弘（第91回・56歳3ヶ月3日）
- 初騎乗初勝利騎手　- M.デムーロ（第70回）
- 親子制覇
  - カブトヤマ - マツミドリ
  - ミナミホマレ - ゴールデンウエーブ・ダイゴホマレ
  - シンボリルドルフ - トウカイテイオー
  - タニノギムレット - ウオッカ
  - ネオユニヴァース - ロジユニヴァース
  - ディープインパクト - ディープブリランテ・キズナ・マカヒキ・ワグネリアン・ロジャーバローズ・コントレイル・シャフリヤール
  - キングカメハメハ - ドゥラメンテ・レイデオロ

- 兄弟制覇
  - カブトヤマ・ガヴアナー（アストラル産駒）
  - ヒカルメイジ・コマツヒカリ（イサベリーン産駒）

- 騎手・調教師の両方で優勝
  - 大久保房松（第2回(調騎兼業)、第22回・第26回）、中島時一（第6回(調騎兼業)）、中村広（第7回(調騎兼業)）、橋本輝雄（第13回・第17回、第54回）